# Карлао
Карлос Роберто да Крус Жуниор (на португалски: Carlos Roberto da Cruz Júnior), познат като Карлао е бразилски футболист, защитник, който играе за Торино.

## Кариера
Карлао започва кариерата си в родния Коринтианс, за когото има 24 мача и 3 гола. През юли 2008 г. е закупен от френския Сошо за сумата от €800 000. За френския клуб играе до 2014 г. като записва 129 мача и 2 гола. На 19 юни 2014 г. преминава в кипърския АПОЕЛ с договор за 2 години. Дебютира на 30 юли 2014 г. срещу ХЯК Хелзинки в квалификация за шампионската лига. Взима участие в шестте мача от груповата фаза на турнира. След изявите си срещу Барселона на Ноу Камп, е включен в отбора на седмицата на сайта на УЕФА. През 2015 г. печели дубъл в Кипър. На 22 октомври 2015 г. отбелязва победния гол за 2:1 срещу Астерас Триполи в групите на Лига Европа.

## Отличия

### АПОЕЛ
- Кипърска първа дивизия (2): 2014/15, 2015/16
- Носител на Купата на Кипър (1): 2015